# Zadrakarta
Zadrakarta (altgriechisch τὰ Ζαδρακάρτα, Zadracarta) war eine befestigte achämenidische Residenz in der Satrapie Hyrkanien.
Die genaue Lokalisierung ist umstritten. Eine Hypothese ist die heutige Stadt Sari. Laut Encyclopedia Iranica befindet sich aber Zadrakarta wahrscheinlich nicht in Sari, sondern auf Qal'a-ye Chandān (persisch قلعه خندان) in der heutigen Stadt Gorgan.